# Дружинин, Александр Васильевич
Алекса́ндр Васи́льевич Дружи́нин (8 [20] октября 1824, Санкт-Петербург — 19 [31] января 1864, там же) — русский писатель, литературный критик, переводчик Байрона и Шекспира; инициатор создания Общества для пособия нуждающимся литераторам и учёным.

## Биография
Дворянского происхождения. Получил домашнее образование, учился в Пажеском корпусе (1841—1843). Служил в лейб-гвардии Финляндском полку и сблизился с сослуживцем П. А. Федотовым, впоследствии известным художником. Дружинин заведовал полковой библиотекой и много читал. По слабому здоровью и желанию посвятить себя литературе в январе 1846 вышел в отставку в чине подпоручика и в феврале поступил в канцелярию Военного министерства. С 1847 публиковал в журнале «Современник» свои рассказы, повести, романы, позднее также очерки текущей периодики и литературно-критические статьи. В ноябре 1849 был выведен за штат без жалованья; с января 1851 в отставке (коллежский асессор).

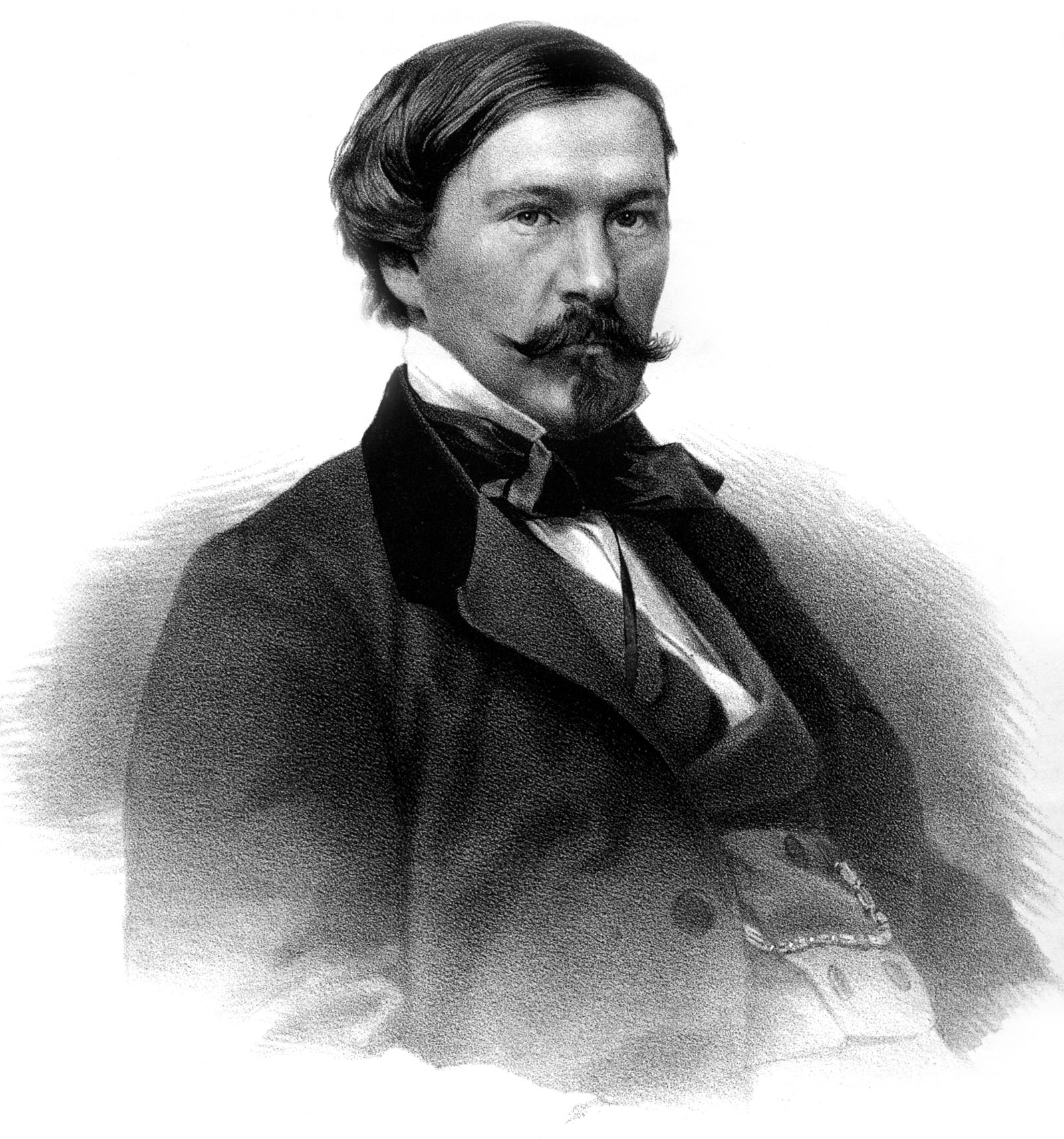
Александр Васильевич Дружинин

В редакционном кружке «Современника» с конца 1840-х по конец 1850-х годов Дружинин был близок с Д. В. Григоровичем, И. С. Тургеневым и в особенности с П. В. Анненковым и В. П. Боткиным, с которыми его сближали не только литературно-эстетические предпочтения, но и житейские развлечения. Под заметным влиянием Дружинина и его теории «чистого искусства» в 1856—1858 находился Л. Н. Толстой.
С начала 1850-х годов Дружинин, помимо «Современника», был близок к кругу журнала О. И. Сенковского «Библиотека для чтения». В 1856 Дружинин по приглашению издателя «Библиотеки для чтения» В. П. Печаткина возглавил журнал. В 1860 Дружинин передал редактирование А. Ф. Писемскому, который уже был к тому времени его соредактором. Сотрудничал в журналах «Отечественные записки», «Искра», «Русский вестник» и газетах «Санкт-петербургские ведомости», «Северная пчела». В «Журнале садоводства» поместил статью «Заметки о садоводстве в Петербургской губернии» (1856, т. 2). В журнале «Век» в 1861 был соредактором П. И. Вейнберга.
В ноябре 1856 на обеде у графа Г. А. Кушелева-Безбородко Дружинин предложил создать по образцу английского Literary fund Литературный фонд. На эту же тему он опубликовал статью «Несколько предположений по устройству русского литературного фонда для пособия нуждающимся лицам учёного и литературного круга» («Библиотека для чтения», 1857, т. 146). Организованное благодаря настойчивости Дружинина в 1859 в Санкт-Петербурге Общество для пособия нуждающимся литераторам и учёным просуществовало около 60 лет.
Умер от чахотки. Похоронен на Смоленском православном кладбище в Санкт-Петербурге, рядом с матерью и отцом.
Смерть и похороны прошли почти не замеченными; заслуги Дружинина перед русской литературой отметили Н. А. Некрасов в некрологе («Современник», 1864, № 1) и И. С. Тургенев в поминальной речи («Русский инвалид», 1864, 18 февраля).
Могила утрачена.

## Литературная деятельность

### «Современник»

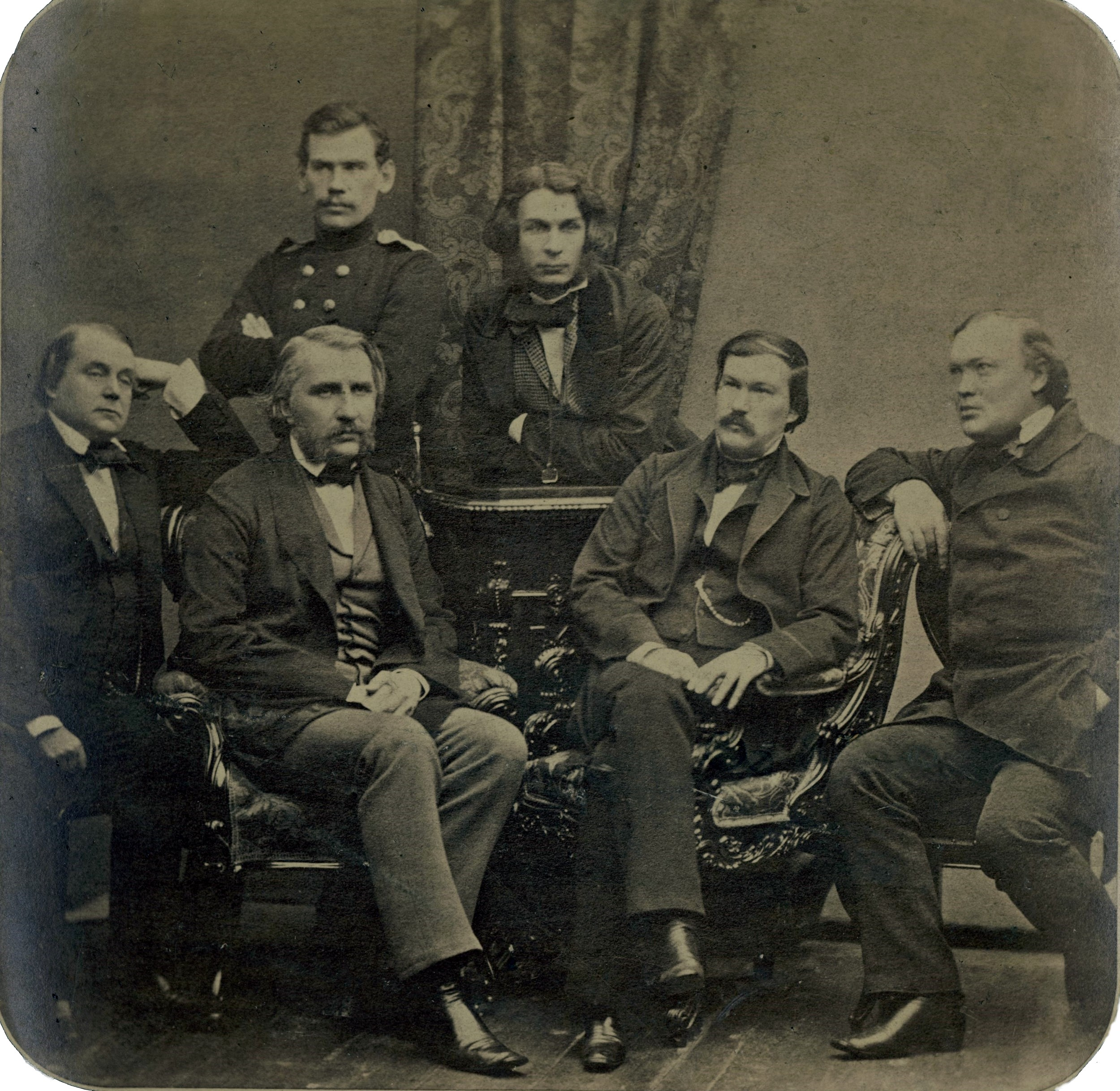
Групповой портрет русских писателей — членов редколлегии журнала «Современник». Верхний ряд: Л. Н. Толстой, Д. В. Григорович; нижний ряд: И. А. Гончаров, И. С. Тургенев, А. В. Дружинин, А. Н. Островский (1856)

Дебютировал в печати повестью «Полинька Сакс» («Современник»; 1847, № 12). Повесть обратила на себя доброжелательное внимание публики и критики. Она воспринималась как произведение «натуральной школы», написанное в духе жорж-сандизма, почему воспринималось многими как вторичное: герой, по примеру Жака («Жак», Жорж Санд), поняв, что его жена полюбила другого, устраняется, чтобы любящие могли соединиться. Дружинин, однако, трактует поступок своего героя Константина Сакса в духе романа воспитания: Полинька, «дитя», должна повзрослеть, чтобы понять женскую любовь, и это взросление совершается благодаря самоустранению Сакса и осознанию непоправимости их разлуки. В описании женской любви Дружинина считают предшественником И. С. Тургенева. Образ энергичного деятеля-практика Константина Сакса предвосхищает образы Штольца из романа И. А. Гончарова «Обломов» и Калиновича из романа «Тысячи душ» А. Ф. Писемского.
Главные темы следующего произведения «Рассказ Алексея Дмитрича» («Современник», 1848, № 2) — судьба «лишнего человека», семейный гнёт, гибельное самопожертвование героини. В этом произведении отчетливо проявляется характерная черта Дружинина: его художественный взгляд синтетичен, его проза легко передаёт впечатления от изобразительного и от театрального искусства, что иногда вызывало упреки критиков в «неправдоподобии», «нелогичности», «театральности» и даже «водевильности» его повестей.
Повесть «Лола Монтес», как и весь «Иллюстрированный альманах» Н. А. Некрасова (Санкт-Петербург, 1848), была запрещена цензурой. Дружинин считал это произведение своей лучшей вещью. В «Лоле Монтес», кроме упомянутой «театральности» (и, в частности, упоминания сцены из оперы Дж. Верди «Ломбардцы в первом крестовом походе»), заметна насыщенная интертекстуальность, причем считываются как события близкой автору европейской современности с участием исторических личностей (Лола Монтес, Людвиг I, король Баварии), так и смысловые параллели с известными произведениями европейских литератур: «Мельмот Скиталец» («Melmoth the Wanderer») Ч. Р. Метьюрина, «Монахиня» («La Religieuse») Д. Дидро, «Итальянец, или Исповедальня кающихся, одетых в черное» («The Italian, or the Confessional of the Black Penitents») А. Радклиф, «Достопамятная жизнь девицы Клариссы Гарлов, истинная повесть. Английское творение г. Ричардсона с присовокуплением к тому оставшихся по смерти Клариссы писем и духовного ея завещания» («Кларисса, или История молодой леди», «Clarissa, or, the History of a Young Lady») (Ричардсон, Сэмюэл). Равным образом в «Полиньке Сакс» и «Рассказе Алексея Дмитрича» прочитываются имена и мысли европейских писателей и философов: «Пигмалион» («Pygmalion») Ж.-Ж. Руссо, в «Рассказе Алексея Дмитрича» (1848) — «Царевна Вавилонская» («La Princesse de Babylone») Вольтера и «Эмиль, или О воспитании» («Emile, ou De l’Education») Ж.-Ж. Руссо.
Социальная проблематика ослаблена в последующих произведениях Дружинина, носивших преимущественно развлекательный характер: рассказы «Фрейлейн Вильгельмина» («Современник», 1848, № 6), «Художник» («Современник», 1848, № 7), роман «Жюли» («Современник», 1849, № 1), комедии «Маленький братец» («Современник», 1849, № 8), «Шарлотта Ш-ц. Истинное происшествие» («Современник», 1849, № 12), «Не всякому слуху верь» («Современник», 1850, № 11).
По инициативе Дружинина в «Современнике» появились ежемесячные лёгкие очерки текущей периодики. С января 1849 начались регулярные публикации его «Писем иногороднего подписчика в редакцию „Современника“ о русской журналистике» (с перерывами до апреля 1854). Вскоре в «Современнике» были введены аналогичные обзоры зарубежной литературы: «О современной критике во Франции» (1850, № 10—12), «Письма иногороднего подписчика об английской литературе и журналистике» (1852, № 12; 1853, № 3, 4, 10; 1856, № 4). Дружинин публиковал историко-литературные и литературно-критические очерки: цикл статей о романистах (С. Ричардсоне, О. Голдсмите, графе де Трессане, А. Радклиф, О. де Бальзаке («Современник», 1850, № 1—5, 9— 10); «Джонсон и Босвелль» («Библиотека для чтения», 1851, т. 110; 1852, т. 111, 112, 115, 116); «В. Скотт и его Современники» («Отечественные записки», 1854, № 3, 4, 6, 9, 10); «Жизнь и драматические произведения Р. Шеридана» («Современник», 1854, № 1, 9, 10); «Г. Крабб и его произведения» («Современник», 1855, № 11, 12; 1856, № 1—3, 5); статьи о Дж. Ф. Купере, Ч. Диккенсе, У. Теккерее («Современник», 1853, № 11; 1854, № 1, 2).
В журнале появилось также его «Воспоминание о русском художнике П. А. Федотове» («Современник», 1853, № 2).
Широкую известность Дружинину принесли юмористические фельетоны о петербургской жизни («Сентиментальное путешествие Ивана Чернокнижникова по петербургским дачам…»; «Современник», 1850, № 7, 8, 12), публиковавшиеся затем в различных журналах и газетах: «Заметки петербургского туриста» («Санкт-Петербургские ведомости», 1855, № 8—280; 1856, № 3—97), «Заметки и увеселительные очерки петербургского туриста» («Библиотека для чтения», 1856, т. 140; 1857, т. 141, 145), «Заметки петербургского туриста» («Искра», 1860, № 1, 38, 39, 47—50), «Новые заметки петербургского туриста» («Век», 1861, № 3, 5, 7, 9, 11, 13, 15, 17, 24, 42), «Увеселительно-философские очерки петербургского туриста» («Северная пчела», 1862, 28 октября — 16 декабря; 1863, 6, 20 января).
В «Современнике» печатались также переводы Дружинина. Первыми были стихотворения Дж. Байрона («Современник», 1853, № 1; 1854, № 1). Перевёл несколько трагедий У. Шекспира: «Король Лир» («Современник», 1856, № 12), «Кориолан» («Библиотека для чтения», 1858, т. 152), «Король Ричард III» («Современник», 1862, № 5), «Жизнь и смерть короля Джона» (посмертно, «Современник», 1865, № 7).

### «Библиотека для чтения»
В «Библиотеке для чтения» Дружинин с начала 1850-х годов публиковал свои художественные произведения (повесть «Петергофский фонтан», 1850, т. 104, рассказы), а также очерки и рецензии. В 1852—1853 в «Библиотеке для чтения» печатались его «Письма иногороднего подписчика о русской журналистике». Приглашение возглавить журнал, полученное от издателя В. П. Печаткина, совпало с приходом в «Современник» в 1856 Н. Г. Чернышевского, который вызывал неприязнь Дружинина как литератор и человек чуждого идейно-психологического склада. Во главе «Библиотеки для чтения» Дружинин вёл борьбу с революционно-демократической критикой и пропагандировал теорию «чистого искусства».
Дружинин привлёк к участию в журнале А. Н. Островского, Д. В. Григоровича, И. С. Тургенева, С. В. Максимова, печатал стихотворения Н. А. Некрасова, А. А. Фета, Л. А. Мея, Н. Ф. Щербины. Тем не менее журнал под его редакцией большим успехом не пользовался. В 1858 В. П. Печаткин пригласил А. Ф. Писемского стать соредактором Дружинина. В конце 1860 Дружинин оставил «Библиотеку для чтения».

### Поздние годы
С 1861 Дружинин прекратил писать о русской литературе. Он регулярно печатал фельетоны и очерки, а также обзоры современной английской литературы и публицистики в «Русском вестнике», «Веке», «Санкт-Петербургских ведомостях». Продолжал писать художественные произведения. Однако заметными событиями его поздние повести «Легенда о кислых водах» («Современник», 1855, № 3, 4), «Обручённые» («Библиотека для чтения», 1857, т. 145, 146), роман «Прошлое лето в деревне» («Русский вестник», 1862, № 2, 3, 5—9) не стали.

## Литературно-критическая деятельность

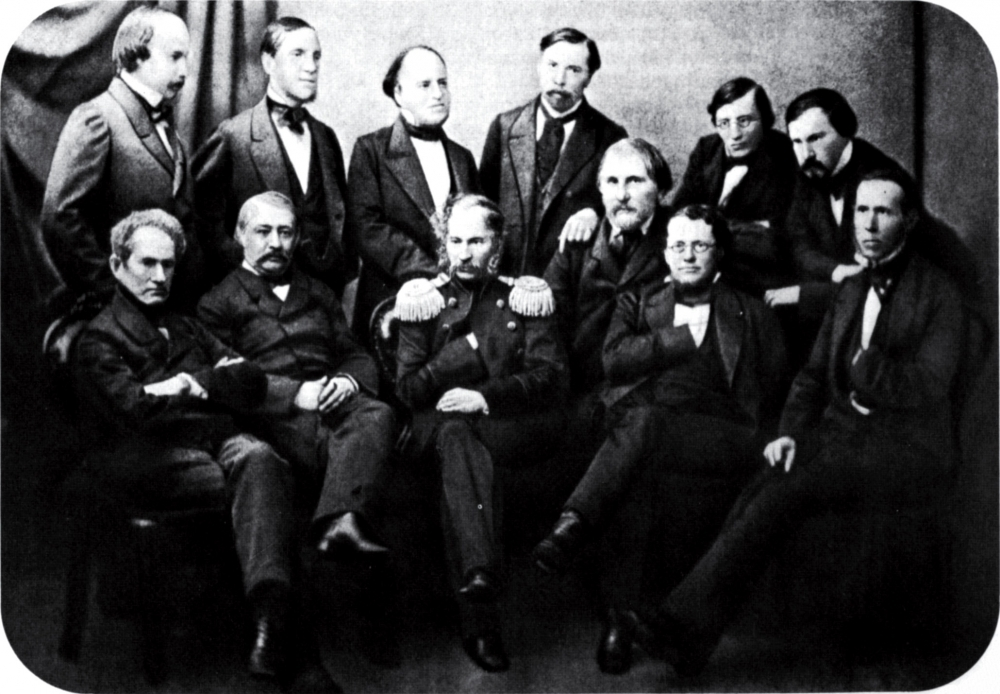
Первый комитет Литературного фонда (Дружинин стоит 1й справа), 1859

Эстетические взгляды Дружинина сформулированы в статьях «А. С. Пушкин и последнее издание его сочинений» (1855, т. 130) и «Критика Гоголевского периода русской литературы и наши к ней отношения» (1856, т. 140). Последняя направлена против «Очерков гоголевского периода русской литературы» Н. Г. Чернышевского. В статьях противопоставляются Пушкин как идеально «гармоничный и светлый писатель», «свободное», «аристократическое» искусство, а также критика, ориентированная на вечные ценности, с одной стороны, и гоголевская школа в литературе, выпячивающая грязные и темные стороны жизни, и связанная с этой школой «дидактическая» критика (от В. Г. Белинского до Чернышевского), подчиняющая литературу злободневным внешним социальным целям и агитирующая за «отрицательное направление».
Эти идеи развивались в статьях «Очерки из крестьянского быта А. Ф. Писемского» (1857, т. 141), «Повести и рассказы И. С. Тургенева» (1857, т. 141—143), в рецензиях на повести Л. Н. Толстого (1856, т. 139, 140) и других. Вместе с тем Дружинин за знание быта и жизненную правду высоко оценивал произведения Л. Н. Толстого, Писемского, М. Е. Салтыкова-Щедрина. Мастерство анализа лирической поэзии воплотилось в статьях «Стихотворения А. А. Фета» (1856, т. 137) и «Стихотворения А. Н. Майкова» (1859, т. 153). В рецензии на роман И. А. Гончарова «Обломов» (1859, т. 158) Дружинин, полемизируя с Н. А. Добролюбовым, подчеркивал нравственную чистоту Обломова и ставил его выше Ольги и Штольца. Рецензируя сочинения Белинского (1860, т. 159) Дружинин высоко оценил его значение для русской литературы и критики.
Дружинина считают первым русским критиком и литературоведом, который широко освещал историю и современное состояние английской, французской, отчасти американской литератур. В литературно-критических статьях не использовал традиционного пересказа сюжетов и подробное рассмотрение образов. Основное внимание уделял идейно-эстетическому ядру и нравственным аспектам произведений. Критическим статьям Дружинина свойственны аргументированные теоретические вступления и выводы.

## Сочинения
- Собрание сочинений. Т. 1—8. Санкт-Петербург, 1865—1867 (изданное Н. В. Гербелем по инициативе родственников; почти полное, но с текстологическими упущениями; успеха не имело).
- Полинька Сакс. — Москва: Гослитиздат, 1955.
- А. В. Дружинин о молодом Достоевском. Публикация А. Л. Осповата. — В книге: Достоевский. Материалы и исследования. Т. 5. Ленинград: Наука 1983. С. 186—190.
- Критика гоголевского периода русской литературы и наши к ней отношения. — В книге: Русская эстетика и критика 40— 50-х гг. XIX века. Подгот. текста, сост., вступ. статья и примеч. В. К. Кантора и А. Л. Осповата. Москва: Искусство, 1982 (История эстетики в памятниках и документах).
- Литературная критика. Вступ. ст. Н. Н. Скатова. — Москва: Советская Россия, 1983.(Библиотека русской критики)
- Повести. Дневник (изд. подготовили Б. Ф. Егоров и В. А. Жданов). — Москва: Наука, 1986. — (Литературные памятники) — 512 с., 30 000 экз.
- Дружинин А. В. Прекрасное и вечное. — Москва: Современник, 1988. — 544 с., 50 000 экз. — (Из литературного наследия).
- Лола Монтес. — В книге: Живые картины. Повести и рассказы писателей натуральной школы. Сост. А. Л. Осповата и В. А. Туниманова. Москва, 1988.
- Дружинин А. В. Полинька Сакс. Дневник. — Москва: «Правда», 1989. — 432 с.